# Кук, Эдвард Тиффин
Эдвард Тиффин Кук младший (англ. Edward Tiffin Cook, Jr.; 27 ноября 1888, Чилликоте — 18 октября 1972, Чилликоте) — американский легкоатлет, чемпион летних Олимпийских игр 1908.
На Играх 1908 в Лондоне Кук соревновался в двух дисциплинах. В прыжке с шестом он разделил первое место, а в прыжке в длину занял четвёртую позицию.